# عثمان بن عبد الجبار الشبانة
عثمان بن عبد الجبار الشبانة، هو عثمان بن عبد الجبار بن حمد الشبانة الوهيبي التميمي من أبرز علماء نجد آنذاك.

## نشأته
ولد في بلدة المجمعة، حيث تُقيم عشيرته آل شبانة إحدى بيوت العلم، وقد أخذ من علماء بلده وعلماء أسرته، ومن مشائخه ابن عمه الشيخ جمد بن عثمان بن عبد الله الشبانة، والشيخ أحمد بن محمد التويجري، ثم رحل إلى الدرعية التي كانت آهلة بالعلم والعلماء، وممن أخذ عنهم الشيخ عبد الله بن محمد بن عبد الوهاب، والشيخ عبد العزيز بن عبيد، ثم رحل إلى الأحساء والكويت والزبير للتزود من العلم؛ فأخذ من علمائها، وأشهرهم الشيخ عبد الرحمن بن نشوان بن شارخ القاضي في الكويت والزبير، وقد قال عنه ابن بشر:«كان من بيت علم، وكان فقيهاً له دراية في الفقه واستحضار أقوال العلماء، وله المعرفة التامة في التفسير والفقه والفرائض والحساب وغير ذلك من العلوم، وهو الشيخ المبجل النبيه، حفيد الطالبين وبقية العلماء الزاهدين، ورث العلم كابراً عن كابر من آبائه وأعمامه وجدوده وإخوانه»، ولقد أنتفع بعلمه الآتي: 
- ابنه القاضي الشيخ عبد العزيز بن عثمان بن عبد الجبار
- العالم الشيخ عبد الرحمن الثميري قاضي بلدان سدير
- الشيخ الفقيه عثمان بن علي بن عيسى قاضي بلدان سدير

وقد قال عنه ابن بشر أيضاً:«كان عالم زمانه في المذهب، معظماً عند علماء الدرعية وغيرهم، وهو في الغاية من أهل العبادة والورع، ولهُ حظ في قيام صلاة الليل، حافظاً للقرآن عن ظهر قلب»
عينه الإمام عبد العزيز بن محمد قاضياً لبلدان عسير، ثم عُزل مدة من الزمن، ثم عينهُ مرةً أخرى، كما عينهُ الإمام سعود قاضياً في عمان، وأقام في بلد رأس الخيمة يدرس العلم ويصحبهُ ابنه حمد ثم رجع، ولما توفي الشيخ محمد بن شبانة عينهُ الإمام سعود قاضياً في بلدان سدير حتى أوائل حكم الإمام تركي بن عبدالله آل سعود، وقال ابن بشر في كتابه عنوان المجد في تاريخ نجد:«وكتب الإمام تركي إلى مزيد بن حمد بن عثمان رئيس بلدة المجمعة يدعوه إلى الطاعة، فلم يجبه فاستنفر عليه أهل سدير، ومقره في بلده، فحاصر ساعة من نهار فخرج إليه الشيخ القاضي عثمان بن عبد العزيز بن عبد الجبار ومعه أربعة رجال من رؤساء البلد، فبايعوه وصالحوه على البلد فدخلها».

## وفاته
توفي بالمجمعة في السابع والعشرين من شهر رمضان عام 1242هـ.

## انظر ايضاً
- حمد بن علي بن عتيق
- عبدالرحمن بن ناصر السعدي

## وصلات خارجية
- قضاة وبناة من وطننا.
- وثيقتان نادرتان عن الولاية على الكتب الموقوفة وإعارتها في القرن الثاني عشر الهجري.